# Gymnophthalmidae
Gymnophthalmidae zijn een familie van hagedissen die behoren tot de skinkachtigen (Scincomorpha). Er is nog geen Nederlandstalige naam voor deze groep.

## Uiterlijke kenmerken en levenswijze
Het lichaam is langwerpig en draagt een relatief lange staart. De meeste vertegenwoordigers hebben een typisch skinkachtig lichaam met kleine pootjes of helemaal geen poten, en een gladde schubbenhuid. Soorten waarbij de pootjes ontbreken hebben vaak een gravende levenswijze.
De meeste soorten komen voor in Zuid-Amerika, enkele komen noordelijker voor in Midden-Amerika tot in delen van Mexico. Alle soorten in deze familie zijn eierleggend, in tegenstelling tot de gelijkende skinken en hazelwormen. De vertegenwoordigers van deze groepen zijn soms levendbarend. Sommige soorten zijn parthenogenetisch. Gymnophthalmidae leven van kleine ongewervelden zoals insecten en sommige soorten zijn gespecialiseerd in bepaalde prooien, zoals het eten van mieren. Sommige soorten, zoals die uit het geslacht Neusticurus, zijn waterminnend.

## Taxonomie en naamgeving
De wetenschappelijke naam Gymnophthalmidae wordt uitgesproken als giem nof tal mie dee. De verschillende soorten worden ook wel brilhagedissen of brilteju's genoemd. Deze naam slaat op het doorzichtige onderste ooglid, waardoor de hagedissen met gesloten ogen toch kunnen zien. Ze hebben geen vastgegroeide schub over het oog, zoals bij veel gekko's en de slangen voorkomt. Bij een aantal groepen is wel een tussenvorm aanwezig waarbij het onderste ooglid is vergroeid met het bovenste ooglid, de oogleden zijn bij deze soorten doorzichtig. 
De familie Gymnophthalmidae werd vroeger wel als onderfamilie van de tejuhagedissen (Teiidae) gezien. De familie is verwant aan de skinken (Scincidae), maar nog meer aan de tejuhagedissen, die net zoals deze familie alleen in de Amerika's voorkomen. Tegenwoordig worden de Gymnophthalmidae samen met de tejuhagedissen en de sinds 2016 erkende familie Alopoglossidae een aparte superfamilie Gymnophthalmoidea gerekend. 
Er zijn tegenwoordig 242 soorten in 48 geslachten, waarvan er 14 monotypisch zijn. 

### Lijst van geslachten
- Geslacht Acratosaura
- Geslacht Adercosaurus
- Geslacht Alexandresaurus
- Geslacht Amapasaurus
- Geslacht Anadia
- Geslacht Andinosaura
- Geslacht Anotosaura
- Geslacht Arthrosaura
- Geslacht Bachia
- Geslacht Calyptommatus
- Geslacht Caparaonia
- Geslacht Cercosaura
- Geslacht Colobodactylus
- Geslacht Colobosaura
- Geslacht Colobosauroides
- Geslacht Dryadosaura
- Geslacht Echinosaura
- Geslacht Ecpleopus
- Geslacht Euspondylus
- Geslacht Gelanesaurus
- Geslacht Gymnophthalmus
- Geslacht Heterodactylus
- Geslacht Iphisa
- Geslacht Kaieteurosaurus
- Geslacht Leposoma
- Geslacht Loxopholis
- Geslacht Macropholidus
- Geslacht Marinussaurus
- Geslacht Micrablepharus
- Geslacht Neusticurus
- Geslacht Nothobachia
- Geslacht Oreosaurus
- Geslacht Pantepuisaurus
- Geslacht Petracola
- Geslacht Pholidobolus
- Geslacht Placosoma
- Geslacht Potamites
- Geslacht Procellosaurinus
- Geslacht Proctoporus
- Geslacht Psilops
- Geslacht Rhachisaurus
- Geslacht Riama
- Geslacht Riolama
- Geslacht Rondonops
- Geslacht Scriptosaura
- Geslacht Stenolepis
- Geslacht Tretioscincus
- Geslacht Vanzosaura